# Eureka Adomako
Eureka Emefa Adomako (* 20. Jahrhundert in Ghana) ist eine ghanaische Botanikerin und Hochschullehrerin. Sie ist Professorin am Institut für Pflanzen- und Umweltbiologie der University of Ghana in Legon und war von 2001 bis 2005 Quizleiterin des Ghana National Science and Maths Quiz.

## Leben und Werk
Adomako studierte an der University of Ghana, wo sie 1993 einen Bachelor-Abschluss in Zoologie (Hons.) erwarb. Sie erhielt im Januar 2015 einen Master of Philosophy in Umwelt und Entwicklung an der Universität Cambridge und 1999 einen Master of Philosophy in Botanik an der University of Ghana. 2008 promovierte sie in Pflanzenwissenschaften an der Universität Aberdeen mit der Dissertation: Variations in levels of arsenic and other potentially toxic trace elements in Ghanaian soils and grains: human health implications for mining-impacted areas.
An der University of Ghana wurde sie 2003 am Department of Plant and Environmental Biology zur Senior Lecturer und 2023 zum Associate Professor ernannt. Nach ihrem Eintritt in die Fakultät der Universität von Ghana wurde Adomako zum Fellow der Volta Hall ernannt und ist seitdem aktives Mitglied des Senior Common Room der Halle. 2019 wurde sie anlässlich der Feierlichkeiten zum 60-jährigen Jubiläum der Halle zur 17. Leiterin der Volta Hall ernannt. Sie war von 2012 bis 2014 Sportdozentin, von 2011 bis 2014 Präsidentin des Senior Common Room und von 2014 bis 2018 Senior Tutorin.
2001 wurde sie auf Empfehlung von  Marian Ewurama Addy deren Nachfolgerin als Quizleiterin des National Science and Maths Quiz. Sie leitete das Quiz vier Jahre lang, von 2001 bis 2005, und schlug der derzeitigen Quizleiterin Elsie Effah Kaufmann vor, ihren Posten einzunehmen, während sie ihr Doktoratsstudium an der Universität Aberdeen abschloss.

## Forschung
Adomako forscht in den Bereichen Botanik, Umweltwissenschaften sowie Pflanzen- und Umweltbiologie. In ihren Veröffentlichungen beschäftigt sie sich unter anderem mit Variationen des Arsengehalts und anderer potenziell toxischer Spurenelemente in ghanaischen Böden und Getreide mit Auswirkungen auf die menschliche Gesundheit in Bergbaugebieten, verstärktem Arsentransfer in Getreide bei in Bangladesch angebautem Reis im Vergleich zu den USA und der EU und grundlegenden Bodenvariationen als Hauptfaktor für die Arsenanreicherung in Rohreis im Bengaldelta.

## Auszeichnungen und Ehrungen (Auswahl)
- Oktober 1995 bis August 1996: ODA Cambridge-Commonwealth Scholarship, University of Cambridge
- Oktober 2005 bis September 2008: Commonwealth Academic Staff Scholarship, University of Aberdeen
- Oktober 2010 bis April 2011: Commonwealth Academic Fellowship for Post-Doctoral Studies, University of Aberdeen
- Honorary Research Fellow of the School of Biological Sciences, University of Aberdeen

## Veröffentlichungen (Auswahl)
- mit A. R. M.  Solaiman, Paul N. Williams, Claire Deacon, G. K. M. M. Rahman, Andrew A.  Meharg: Enhanced transfer of arsenic to grain for Bangladesh grown rice compared to US and EU. Environment International. 35 (3), 2009, S. 476–479. doi:10.1016/j.envint.2008.07.010.